# جون سبنسر (رجل أعمال)
جون سبنسر (بالإنجليزية: John Berridge Spencer)‏ هو شخصية أعمال نيوزيلندي، ولد في 1934، وتوفي في 10 فبراير 2016.